# Calopterusa mistshenkoi
Calopterusa mistshenkoi is een rechtvleugelig insect uit de familie sabelsprinkhanen (Tettigoniidae). De wetenschappelijke naam van deze soort is voor het eerst geldig gepubliceerd in 1992 door Sergeev & Pokivajlov.